# Laëtitia Sarrazin
Laëtitia Sarrazin (* 8. März 1993 in Boulogne-Billancourt) ist eine ehemalige französische Tennisspielerin.

## Karriere
Sarrazin spielte vorrangig Turniere des ITF Women’s Circuit, wo sie drei Einzel- und sieben Doppeltitel gewonnen hat.
2010 trat sie bei den French Open in den Juniorinnenwettbewerben an. Im Juniorinneneinzel erreichte sie mit einem 6:3 und 6:2 gegen Andrea Gámiz die zweite Runde, wo sie der späteren Halbfinalistin Irina Chromatschowa mit 2:6 und 3:6 unterlag. Im Juniorinnendoppel trat sie mit Amandine Hesse mit einer Wildcard an. Die Paarung verlor aber bereits in der ersten Runde gegen Cristina Dinu und Doroteja Erić mit 3:6 und 6:74.
2012 gewann sie mit Partnerin Manon Arcangioli drei Turniere im Doppel auf dem ITF Women’s Circuit. 2013 gewann sie drei Turniere im Einzel auf dem ITF Women’s Circuit und erreichte bei den Open 88 Contrexéville mit Partnerin Manon Arcangioli das Halbfinale im Damendoppel. 2015 gewann sie zwei weitere ITF-Titel im Doppel und startete bei den L’Open Emeraude Solaire de Saint-Malo, wo sie aber bereits mit einer Wildcard gestartet, in der ersten Runde im Dameneinzel gegen Cindy Burger mit 7:6, 1:6 und 3:6 verlor. Im Doppel trat sie mit Partnerin Jade Suvrijn nicht an. 2016 konnte sie abermals zwei ITF-Titel im Doppel gewinnen.
In der 2. Tennis-Bundesliga trat sie 2014 und 2015 für den Club an der Alster an.

## Turniersiege

### Einzel
| Nr. | Datum            | Turnier   | Kategorie   | Belag   | Finalgegnerin     | Ergebnis       |
| --- | ---------------- | --------- | ----------- | ------- | ----------------- | -------------- |
| 1.  | 5. Mai 2013      | Edinburgh | ITF $10.000 | Sand    | Anna Smith        | 7:5, 6:79, 6:2 |
| 2.  | 20. Oktober 2013 | Iraklio   | ITF $10.000 | Teppich | Laura Schaeder    | 6:4, 6:0       |
| 3.  | 3. November 2013 | Iraklio   | ITF $10.000 | Teppich | Natalia Siedliska | 7:5, 6:2       |

### Doppel
| Nr. | Datum            | Turnier    | Kategorie   | Belag        | Partnerin        | Finalgegnerinnen                            | Ergebnis         |
| --- | ---------------- | ---------- | ----------- | ------------ | ---------------- | ------------------------------------------- | ---------------- |
| 1.  | 14. Oktober 2012 | Mytilini   | ITF $10.000 | Hartplatz    | Manon Arcangioli | Stefanie Stemmer Kathinka von Deichmann     | 6:4, 6:3         |
| 2.  | 21. Oktober 2012 | Iraklio    | ITF $10.000 | Teppich      | Manon Arcangioli | Valeria Podda Rosalie van der Hoek          | 7:64, 6:2        |
| 3.  | 4. November 2012 | Iraklio    | ITF $10.000 | Teppich      | Manon Arcangioli | Despina Papamichail Despoina Vogasari       | 6:4, 6:4         |
| 4.  | 13. Juni 2015    | Banja Luka | ITF $10.000 | Sand         | Anita Wagner     | Nikolina Jović Jasmina Tinjić               | 6:2, 6:0         |
| 5.  | 8. August 2015   | Wien       | ITF $10.000 | Sand         | Sally Peers      | Ágnes Bukta Janina Toljan                   | 6:1, 6:2         |
| 6.  | 19. März 2016    | Gonesse    | ITF $10.000 | Sand (Halle) | Marine Partaud   | Valentini Grammatikopoulou Justyna Jegiołka | 6:1, 3:6, [10:6] |
| 7.  | 18. Juni 2016    | Oeiras     | ITF $10.000 | Sand         | Andrea Ka        | Carolina Meligeni Alves Victoria Bosio      | 4:6, 7:5, [10:3] |